# Антоновски рид
Антоновския рид (или Антоновски височини) е нископланински рид във външната структурна ивица на Източния Предбалкан, области Търговище и Велико Търново, разположен между долините на реките Стара река и Голяма река.
Издига се източно от долината на Стара река, която го отделя от разположеното на запад изолирано възвишение Романа. На северозапад, север и изток достига до долината на Голяма река, която го отделя съответно от най-източните части на Драгановските височини, най-южните части на Поповските височини и платовидната земя Кедикбалкан. Тук по северното им подножие преминава условната граница между Източната Дунавска равнина и Източния Предбалкан. На юг долината на река Карадере го отделя от историко-географската област Сланник.
Дължината на рида от югозапад на североизток е около 25 км, и ширина до 10 км. Общата му площ е около 30 км2. Билото е плоско и заравнено, а най-високата точка е връх Лягулите (531,7 м), разположен в централната му част, на около 500 м северно от село Девино. Рида е изграден от нагънати песъчливи и мергелни долнокредни скални пластове. Почвите са сиви горски, а горите, предимно от дъб и цер, заемат ограничени площи.
В средата на височините е разположен град Антоново, а около него15-20 села, по-големи от които са: Семерци и Моравица (в Област Търговище) и Ново градище (в Област Велико Търново)
Антоновските височини се пресичат от три пътя от Държавната пътна мрежа:
- По цялото било на рида, от запад на изток, на протежение от 27,5 км преминава участък от първокласен път № 4 от Държавната пътна мрежа Ябланица – Велико Търново – Шумен;
- В източната част, от север на юг, на протежение от 15,6 км – участък от третокласен път № 204 Попово – Антоново.
- От юг на север, от село Моравица до град Стражица, на протежение от 21,7 км – участък от третокласен път № 407 Царевец – Полски Тръмбеш – Стражица – Моравица.

## Топографска карта
- Лист от карта K-35-28. Мащаб: 1 : 100 000.
- Лист от карта K-35-29. Мащаб: 1 : 100 000.